# المحلا (بعدان)

تعديل مصدري - تعديل

المحلا هي إحدى قرى عزلة الحرث بمديرية بعدان التابعة لمحافظة إب، بلغ تعداد سكانها 692 نسمة حسب تعداد اليمن لعام 2004.
شيخها المناضل الشيخ احمد محمد سعد محمد ضبعان   
يقع فيها سد وادي المحلاء الذي يغذي معظم الاراضي الزراعية في عزلة الحرث والحيث و وادي الجنات وكذالك ملعب النقيب محمود نعمان راجح    